# Charlie (canción)
«Charlie» es una canción del álbum Stadium Arcadium de la banda Red Hot Chili Peppers. Para realizar el video de dicha canción se realizó una competencia en el sitio web YouTube en el que el video ya ha sido elegido por los integrantes.

## Datos de la canción
Charlie es la tercera pista en el primer disco de su álbum doble Stadium Arcadium. A pesar de los muchos rumores de que la canción es una referencia a la cocaína (Charlie es un nombre que se da a la droga), Kiedis ha declarado en entrevistas que la canción es acerca de una persona muy imaginativa o una inspiración.

## Datos del video ganador
En este video dice cosas estas "Los videos son más duros de hacer de lo que parece", explica Anthony Kiedis. "Es muy, muy raro, lindo y monumental cuando alguien hace un video verdaderamente bueno...esta es una oportunidad para eso pase con esta canción". No había ninguna condición, lo podían hacer como quisieran y la selección final la harían los mismos Peppers.
El video ganador fue el de Omri Cohen, un joven de 25 años, que fue el ganador de 5000 dólares y un encuentro con los Peppers, compitieron entre 420 videos enviados a YouTube.
Anthony declara en la página oficial de Red Hot Chili Peppers: al ver el video me trajo recuerdos de mi niñez,después de ver muchos buenos videos, yo vi uno que me hizo llorar, cuando vi a mi novia, ella también estaba llorando. Fue cuando vi que teníamos un ganador.

## Videoclip
El videoclip se trata de un cuarteto de amigos que lamen un sapo y salen de viaje en un furgón, y van recogiendo a cada persona que se encuentran en el camino y termina con una guerra de pintura en la playa. El video comienza con uno de los amigos tocando en una guitarra acústica I Could Have Lied del disco Blood Sugar Sex Magik.